# Widgrenia
Widgrenia là chi thực vật có hoa trong họ Apocynaceae.